# Lagocheirus giesberti
Lagocheirus giesberti là một loài bọ cánh cứng trong họ Cerambycidae.